# Aeridinae
Aeridinae (раніше Sarcanthinae, Vandinae) — підтриба триби вандові підродини Epidendroideae родини орхідні.
Назва підтриб утворена від назви типового роду підтриб — Ерідес (Aerides) (дав.-гр. ἀήρ — повітря, εἶδος — вид, зовнішність, назва роду пояснюється епіфітним, «повітряним» ростом рослини).

## Біологічна опис
Моноподіальні рослини, псевдобульб не утворюють.
Стебло трав'янисте або дерев'янисте, іноді ліаноподібне, тонке. Листя дуплікатне, кондуплікатне, іноді латерально стисле або поздовжньо складене, дворядно розташоване, іноді сукулентне, потовщене або циліндричне, зрідка повністю скорочене, а фотосинтетична функція переходить до сплощеного зеленого коріння.
Суцвіття бічне: проста або гілкувата, іноді укорочена, головкоподібна китиця, рідше суцвіття одноквіткове. Квітки спірально, дворядно або однобоко розташовані, за величиною від маленьких до великих. Листочки оцвітини здебільшого вільні, губа зазвичай складної будови, з численними виростами, нерідко в основі з мішкоподібним шпорцем, який має всередині різноманітні потовщення і перегородки. Колонка з цілісним зануреним рильцем. Пиляк термінальний, у вигляді кришечки, вільно лежачої на верхівці колонки. Полліній в кількості 2-4, з розвиненою, іноді складно влаштованою тегулою та прилипальцем.

## Поширення
Азія та Африка.
Епіфіти, рідше літофіти і наземні рослини.

## Систематика
За системою Роберта Л. Дресслера подтриба Aeridinae включає близько 1000 видів, 103 родів та більше 200 гібридних пологів. Підтрибу прийнято ділити на 4 альянси:
- Альянс Phalaenopsis
  - Роди: Aerides, Chiloschista, Doritis, Phalaenopsis, Paraphalaenopsis, Rhynchostylis, Sarcochilus
- Альянс Vanda
  - Роди: Adenoncos, Arachnis, Ascocentrum, Ascoglossum, Euanthe, Luisia, Renanthera, Vanda, Vandopsis
- Альянс Trichoglottis
  - Роди: Abdominea, Acampe, Amesiella, Cleisostoma, Gastrochilus, Neofinetia, Robiquetia, Trichoglottis
- Гібриди
  - Роди: Aeridovanda, Aranda, Ascocenda, Ascofinetia, Asconopsis, Christieara, Doritaenopsis, Opsistylis, Perreiraara, Renanstylis, Renantanda, Renanthopsis, Rhynchovanda, Vandaenopsis, Vascostylis